# Tomás Regueiro
Tomás Regueiro Pagola (* in Irún; † im August 1991) war ein spanischer Fußballspieler baskischer Herkunft auf der Position des Stürmers.

## Biografie
Tomás Regueiro begann seine Fußballkarriere bei seinem Heimatverein Real Unión Irún und spielte 1936 kurzzeitig für Real Madrid, bis der Spielbetrieb der spanischen Liga, bedingt durch den Spanischen Bürgerkrieg, für drei Jahre zum Erliegen kam. 1940 folgte er seinen älteren Brüdern Luis und Pedro Regueiro nach Mexiko, wo er ebenfalls für den von spanischen Einwanderern gegründeten Fußballclub Asturias spielte. Er blieb bei diesem Verein, mit dem er 1943/44 (gemeinsam mit seinem Bruder Pedro) erster Meister der mexikanischen Profiliga wurde, bis zu dessen Rückzug aus dem Profifußball am Saisonende 1949/50.